# Mannen med järnmasken (person)
Mannen med järnmasken eller Järnmasken (franska L'Homme au masque de fer) är benämningen på en ryktbar fransk statsfånge under Ludvig XIV:s tid, som bar en svart sammetsmask för ansiktet, i folktraditionen förvandlad till en mask av järn. Det har funnits många hypoteser om hans identitet men de starkaste skälen talar för att mannen varit en minister från Hertigdömet Mantua som 1679 fängslades för förräderi. Genom åren har många teorier framförts om vem den hemlighetsfulle mannen egentligen var och varför han satt fängslad.

## Bakgrund
Utgångspunkten för vad man med säkerhet kan säga om denne fånge är några anteckningar skrivna av vaktlöjtnanten vid Bastiljen i Paris Du Junca. Denne omtalar den 18 september 1698 i sin dagbok att den nyutnämnde kommendanten Saint-Mars den dagen vid sin ankomst till Bastiljen (från fängelset på ön S:te Marguerite) medförde "en gammal fånge, som han hade under sin bevakning i Pinerolo och som han alltid höll maskerad". Den 19 november 1703 skriver han även att denne fånge efter en kort sjukdom samma dag hade avlidit. I marginalen tilläggs att fången kallades "M. de Marchiel", och i den bevarade begravningsattesten uppges namnet "Marchioly". 
Fången lär alltid, när han lämnade sin cell, ha varit tvungen att bära en svart sammetsmask, som sedermera i folkfantasin blev till en mask av järn eller åtminstone en sammetsmask med en mekanism av stålfjädrar, avsedd att möjliggöra att kunna äta utan att masken behövde tagas av.
Senare har det framkommit att fången var italienaren Ercole Antonio Mattioli som var statssekreterare hos hertigen av Mantua. Han hade till utländska makter förrått hemliga överenkommelser mellan Ludvig XIV och hertigen av Mantua och som därför 1679 arresterades och inspärrades i fästningen vid Pinerolo nära Turin. Han flyttades 1694 till ön S:te Marguerite utanför Cannes och överfördes 1698 till Bastiljen.

## Teorier om fången
Frågan om vem den anonyme fången var har varit föremål för många teorier och givit upphov till flera litterära verk och filmer.
Det var främst Voltaire som bland annat 1751 i Siécle de Louis XIV gav spridning åt legenden om "järnmasken" och omgav fången med stor mystik.  Han preciserade 1771 i Dictionnaire philosophique sin åsikt om att fången varit en oäkta son till drottning Anna.
Bland andra teorier skulle han vara en bror till Ludvig  XIV som kungen ville undanröja. Den teorin beskrivs i Alexandre Dumas roman Dix Ans plus tard ou le Vicomte de Bragelonne från 1848. En annan teori nämner den tidigare franske finansministern Nicolas Fouquet.